# Krishna

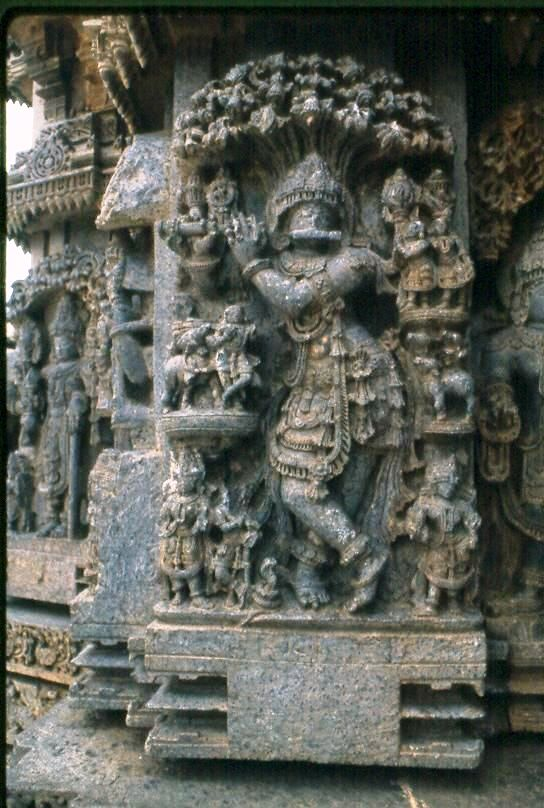
Krishna toca la flauta, cubierto por la serpiente-dios Ananta Shesha. Bajorrelieve en el templo de Somnathpur, en Karnataka (India).

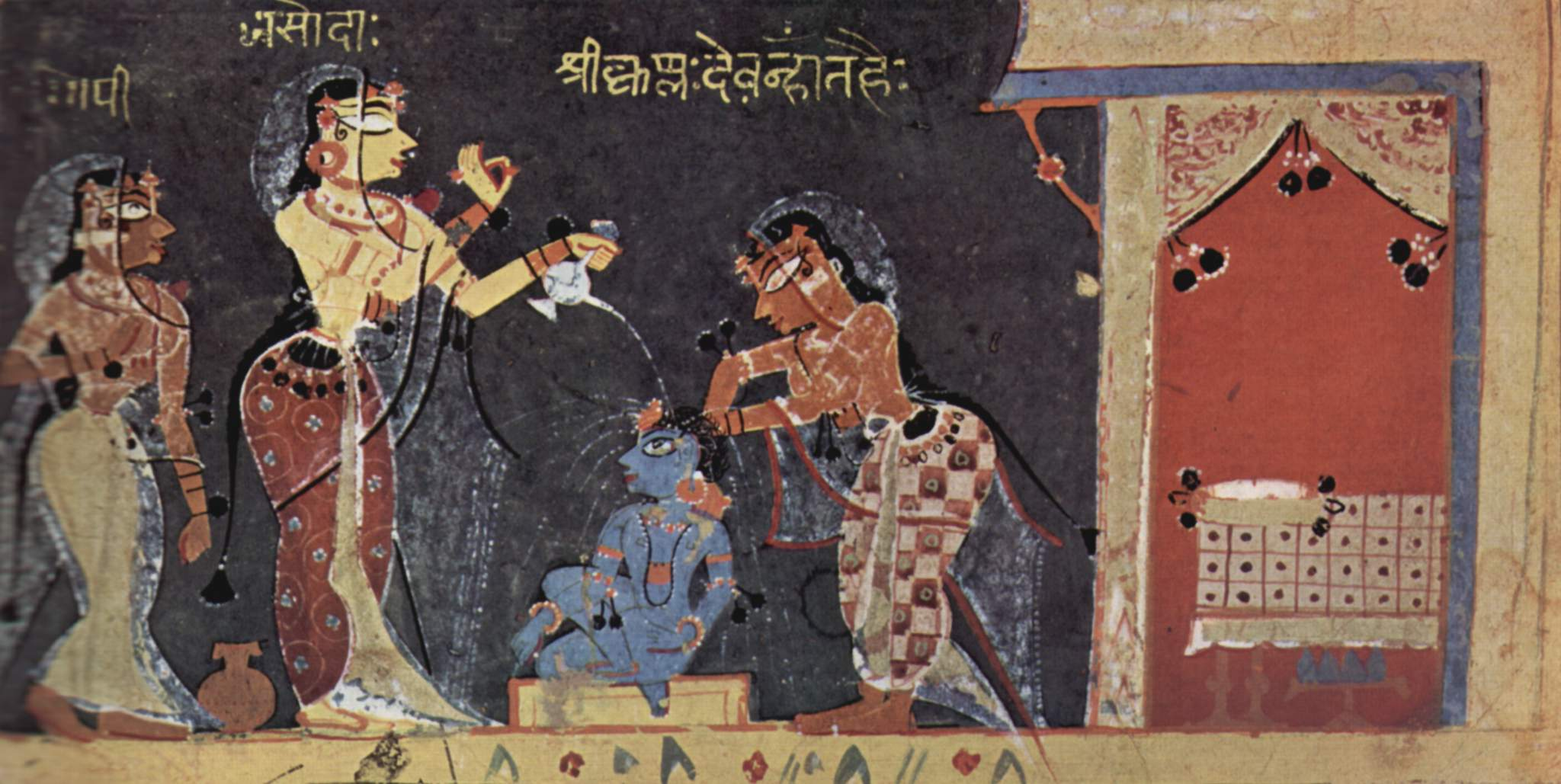
La madre Iashoda baña al bebé Krisna (ilustración de un manuscrito del Bhagavat-purana, Bombay, 1500 aprox., 10,4 × 20,5 cm).

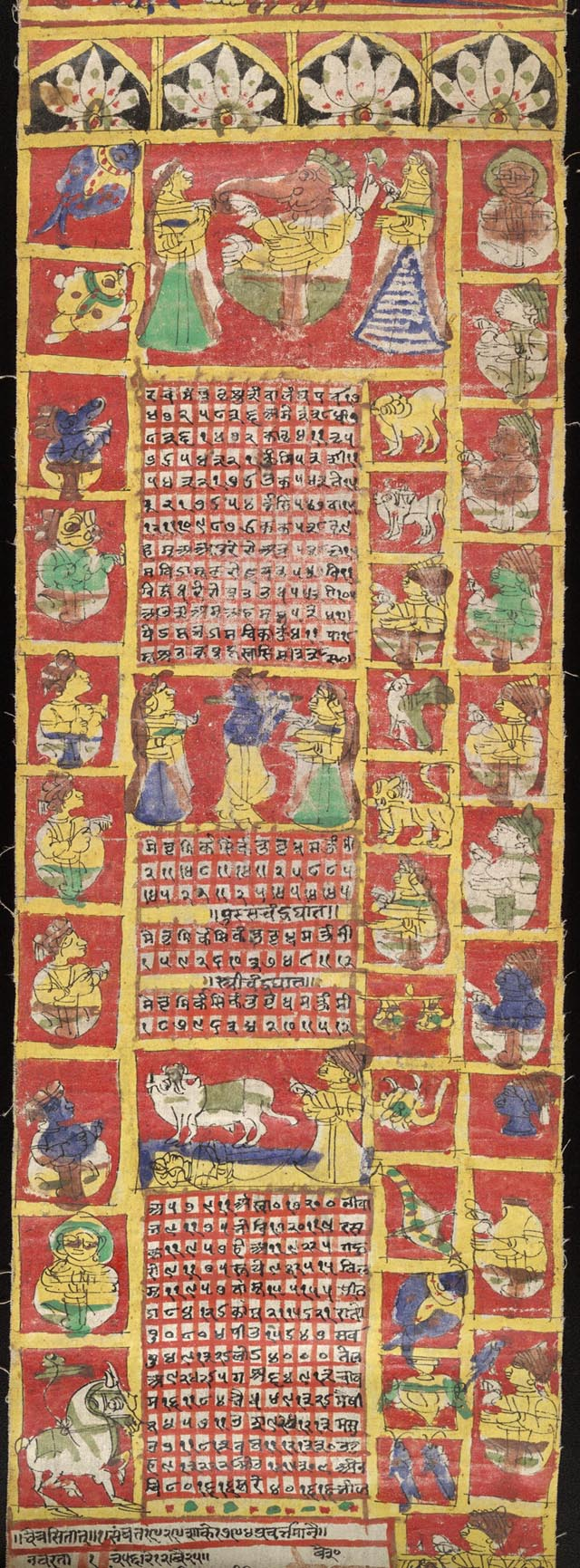
Calendario y almanaque correspondiente a los años 1871-1872; de Rayastán (India); la columna izquierda y derecha
muestra los diez avatares de Visnú, la columna central derecha muestra los doce signos del zodíaco hinduista; el panel de arriba muestra a Ganesha con dos esposas; el segundo panel muestra a Krishna con dos mujeres.

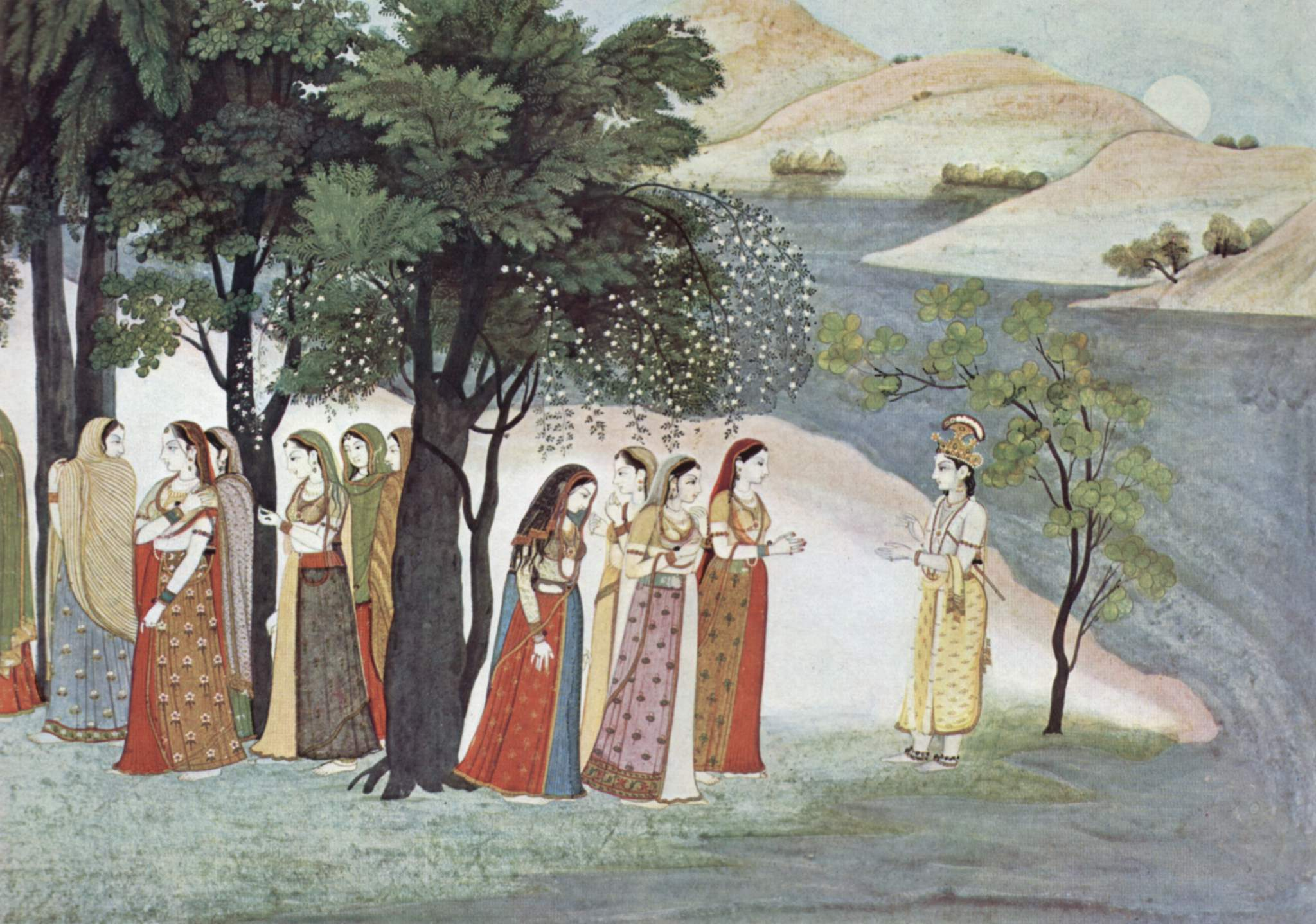
Krishna aparece ante las gopis a orillas del río Iamuna (ilustración de un manuscrito del Bhagavat-purana, Bombay, India, 1760-1765, 20,5 × 28,6 cm).

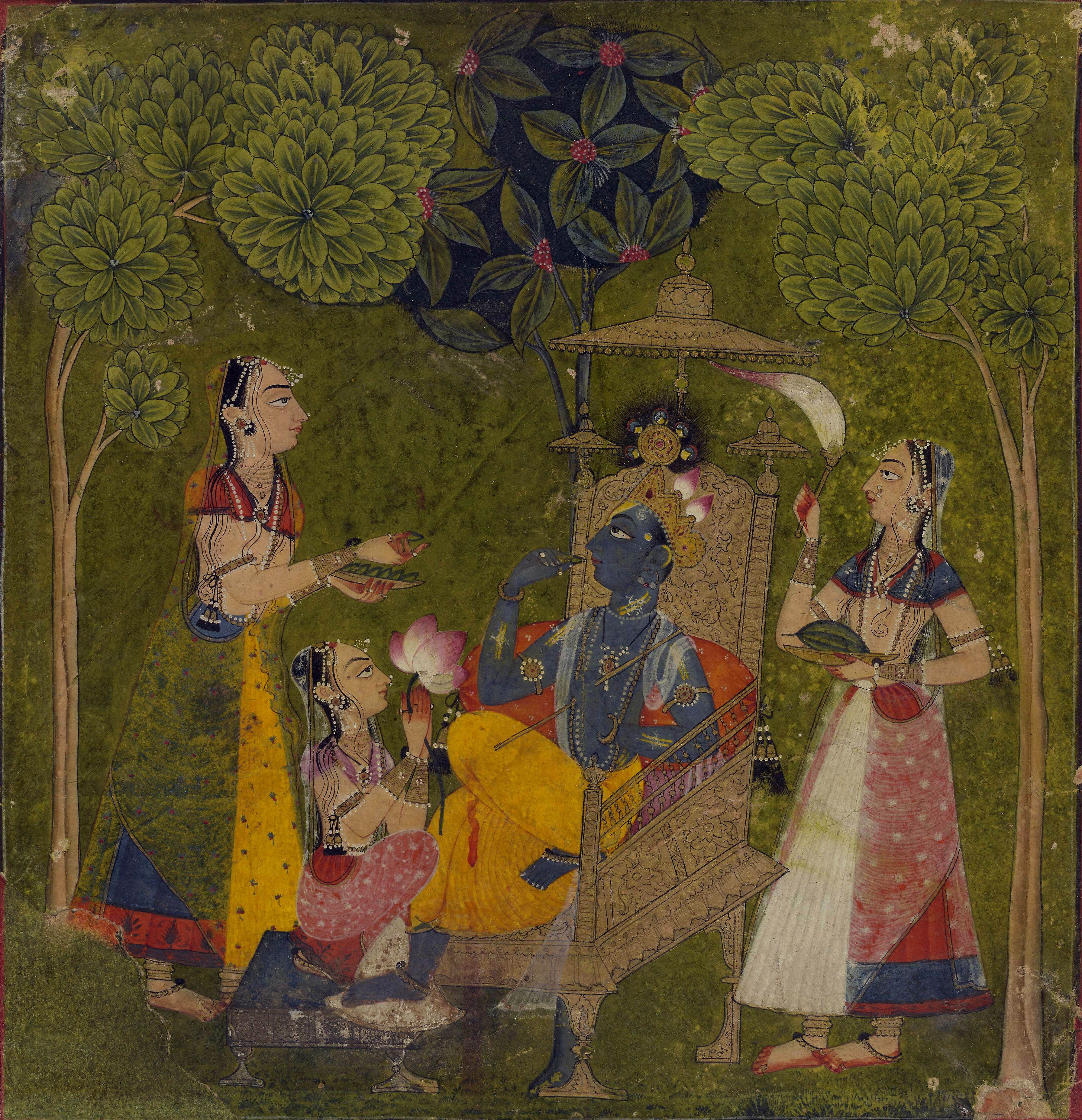
Krishna y las gopis; serie ragamala, c. 1710, pintura sobre papel (19 × 18 cm); actualmente en el Museo Británico.

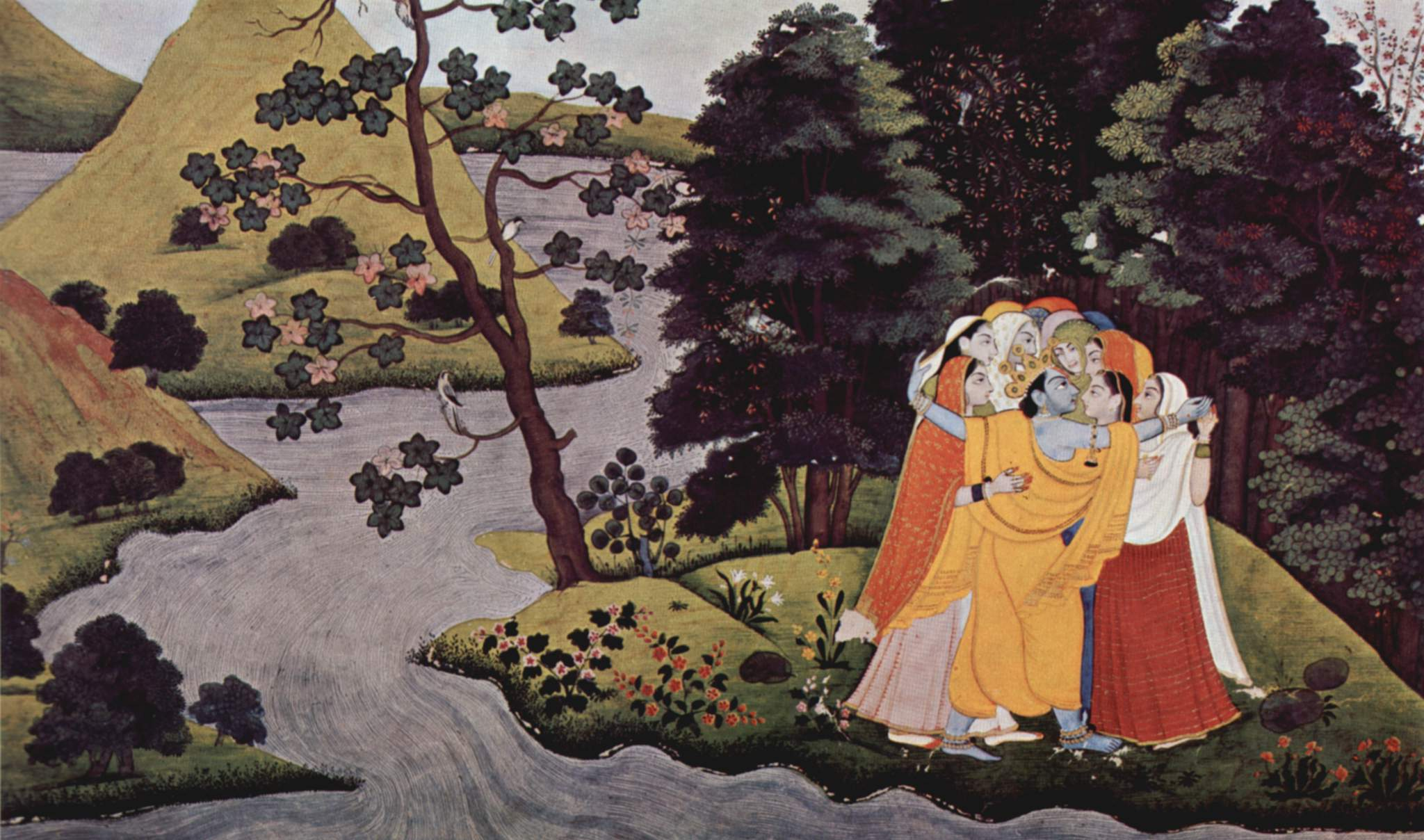
Krishna se encuentra con las gopis a la noche (1765); de un manuscrito del texto Guita-govinda, sobre papel (14,9 × 25,1 cm); actualmente en Bombay

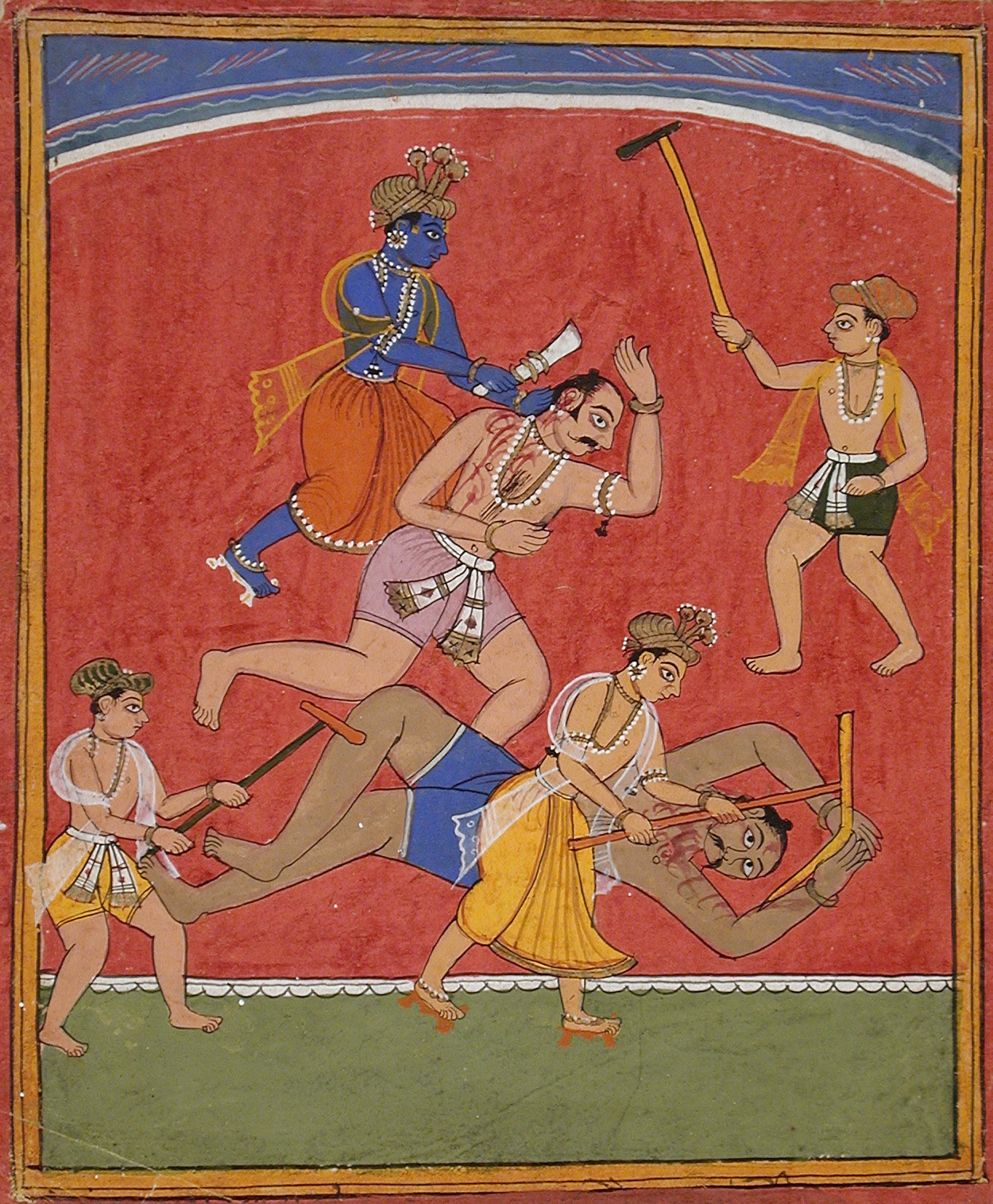
Krishna mata al rey Kamsa mientras su hermano Balaram mata a un luchador; pintura, acuarela opaca y oro sobre papel (23 × 19 cm), c. 1630; proveniente de Mewar (Rayastán).

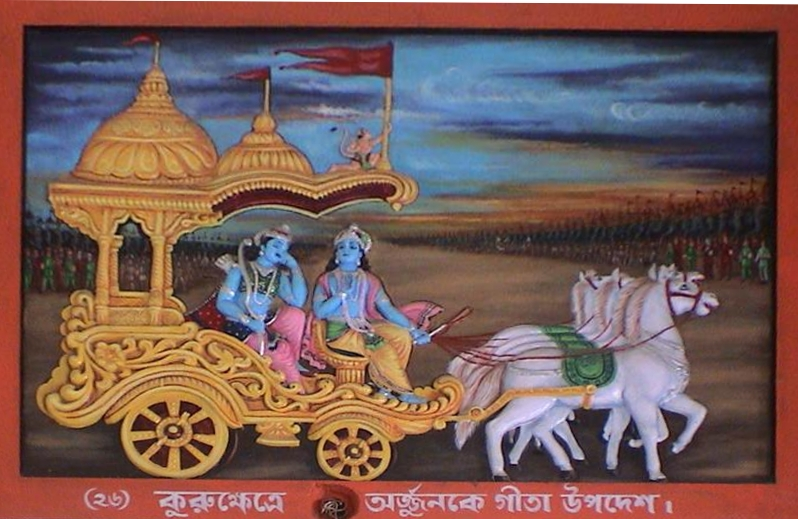
Krisna ―como auriga― habla el Bhagavad-gītā a su amigo Aryuna.

Krishna es uno de los más importantes héroes de la dinastía Yadu, considerado una encarnación del Dios Vishnu de la India. Según el hinduismo, Krishna es uno de los numerosos avatares (‘encarnaciones’) del dios Viṣṇu.
En cambio, según el krishnaísmo, Krishna es la forma principal de Dios, de quien emanan Vishnú y los demás dioses (como Shiva y Brahma).
El mismo Krishna declara: «Siempre que la rectitud decae y aumenta la injusticia, yo me manifiesto; y para la protección de los virtuosos, la destrucción de los viciosos y el restablecimiento de la rectitud, yo encarno de era en era» (Bhagavad-gītā, capítulo IV, versos 7-8).

## Etimología de la palabra Krishna
- कृष्ण, en escritura devanagari del idioma sánscrito.
- kṛṣṇa, en el sistema AITS (alfabeto internacional de transliteración del sánscrito).
- Pronunciación:
  - /krishná/ en idioma sánscrito clásico.[2]
  - /kríshna/ en idiomas actuales.

En sánscrito significa ‘negro’ u ‘oscuro’. Según la tradición, ese era el color de la piel del dios, aunque en las figuraciones artísticas su piel suele ser de color azul.

### Más datos etimológicos
Según el sanscritólogo británico Monier Monier-Williams (1819-1899), el término sánscrito krishna significa:
- negro, oscuro, azul oscuro (opuesto a shueta, shukla, rójita y aruna).[3]
- un tipo de demonio o espíritu de la oscuridad.[4]
- krishnati, actuar o comportarse de manera oscura.[5]
- de carácter oscuro, malvado, maligno.[6]
- nombre de un infierno.[7]
- la era oscura, kali-iuga.
- según los yainas, Krisna es uno de los nueve vasu devas negros.
- según los budistas es el jefe de los demonios negros, que son enemigos de Buda.[8]
- secuaz del dios Skanda.[9]
- nombre de un asura (demonio).[10]
- nombre de un rey de los nagás.[11]
- nombre que reciben los shudras (‘esclavos’, miembros de la cuarta casta) en el continente Shalmala Duipa, uno de los míticos continentes concéntricos (duipas) que rodearían a la India.[12]
- las manchas negras en la Luna.[13]
- pupila (parte oscura del ojo).[14]
- krishna pakṣa: la mitad oscura del mes lunar, desde la luna nueva a la llena.[15]
- antílope negro[16]
- el cucú indio, o kokila.[17]
- cuervo (de color negro).[18]
- el arbusto Carissa carandas.[18]
- Agallochum negro.[18]
- pimienta negra.[18]
- hierro.[18]
- plomo.[18]
- antimonio.[18]
- vitriolo azul.[18]
- uno de los poetas del Rig-veda (descendiente de Anguiras).[19]
- hijo de Devakī y alumno de Ghora Anguirasa.[20]
- nombre del escritor Viasa[21]
- nombre de Aryuna (el más renombrado de los príncipes pándavas, así llamado por el color oscuro de su piel).[22]
- nombre de un hijo de Aryuna.[23]
- nombre de un hijo de Sukadeva Gosuami con su esposa Pīvarī, que se convertiría en un maestro de yoga.[24]
- nombre de un jefe de los andhras.[12]
- nombre de un alumno de Bharad Vasha.[25]
- nombre del autor de un comentario sobre el Majabhárata.
- nombre del autor de un comentario sobre el Daiā bhāga.
- nombre del padre de Jira Bhatta (autor del comentario llamado Charaka bhasia, y de la obra Sāhitya-sudhā-samudra).
- nombre del gramático Rama Chandra.
- nombre de Hārita (Krisna Jarita).
- nombre de Javir Dhana.[26]
- nombre de un hijo adoptado de Asamanshas.[27]
- nombre del hijo de Késava Arka y nieto de Yaiaditia.
- nombre del hijo de Varunendra y padre de Lakṣmaṇa.
- nombre del padre de Tāna Bhaṭṭa y tío de Ranga Natha.
- nombre del padre de Dámodar y tío de Malhaṇa.
- nombre del padre de Prabhuyika y tío de Vidia Dhara.
- nombre del padre de Madanal.
- nombre de un poeta.[cita requerida]

### Oración a Krisna
Según la canción tradicional hinduista Sri Krisna astóttara-shata namavali
(de autor anónimo), Krisna tiene 108 nombres principales:
1. om sri-krishnaya namah, ¡om!, reverencias a Sri Krisna;
2. om kamala-nathaya namah, el señor de Kamala (la diosa Laksmi);
3. om vasudevaya namah, Vasudeva (hijo de Vasudev);
4. om sanatanaya namah, el eterno;
5. om vasudeva-atmajaya namah, el hijo de Vasudev;
6. om puniaia namah, El que es sumamente piadoso;
7. om lila-manusa-vigrajaya namah, el que realiza pasatiempos en forma humana;
8. om srivatsa-kaustubha-dharaya namah, el poseedor del Shrivatsa (vello en el pecho) y de Kaustubha (una joya);
9. om iasoda-vatsalaya namah, el objeto de las afecciones maternales de Yasoda;
10. om jaraye namah, Hari, el que roba;
11. om chatur-bhuyatta-chakrasi-gada-sankhambujayudhaya namah, el que en sus cuatro manos lleva el disco, la maza, la caracola y la flor;
12. om devaki-nandanaya namah, el querido hijo de DevakI;
13. om srisaya namah, el señor de Sri (Laksmi);
14. om nanda-gopa-priya-atmajaya namah, el querido hijo del cuidador de vacas Nanda;
15. om iamuna-vega-samjarine namah, el que controla el fluir del Yamuna;
16. om balabhadra-priianuyaia namah, el querido hermano menor de Balabhadra;
17. om putana-yivita-jaraya namah, el que tomó la vida de Putana;
18. om sakatasura-bhanjanaya namah, el que diezmo al demonio (Sakatasura);
19. om nanda-vraya-jananandine namah, el deleite de Nanda y de otra gente de Vraya;
20. om sac-cid-ananda-vigrahaya namah, el que está lleno de conocimiento y felicidad;
21. om navanita-viliptangaya namah, al que cuyos miembros untaron con mantequilla fresca;
22. om navanita-nataya namah, el que baila por la mantequilla;
23. om anaghaya namah, acerca del que nada es impuro o repulsivo;
24. om navanita-navaharaya namah, aquel cuya primera comida fue mantequilla fresca;
25. om muchukunda-prasadakaya namah, aquel que da su misericordia a Muchukunda;
26. om sodasa-stri-sahasresaya namah, el señor de las 16 000 mujeres;
27. om tribhangi-madhurakritaye namah, la dulce forma del árbol doblado;
28. om suka-vag-amrtabdhindave namah, la luna (producida y sacada) del néctar del océano de las palabras de Sukadeva Goswami;
29. om govindaya namah, el que complace a las vacas, a la tierra y a los sentidos;
30. om ioginam pataie namah, el señor de los yoguis;
31. om vatsa-palana-sancharine namah, Aquel que cuida a los ciervos;
32. om anantaia namah, el ilimitado;
33. om dhenukasura-mardanaya namah, el que derrotó al demonio asno DhenukAsura;
34. om trni-krta-trnavartaya namah, el que hizo un pequeño trabajo con el torbellino Trnavarta;
35. om iamalaryuna-bhajanaya namah, el que rompió los dos árboles Arjuna;
36. om uttala-tala-bhetre namah, el que rompió todos los grandes árboles Tala (matando a Dhenuka);
37. om tamala-siamalakritaye namah, el que es oscuro como un árbol Tamala;
38. om gopa-gopisvaraia namah, el señor de los gopas y las gopis;
39. om yogine namah, el Yogi;
40. om koti-surya-sama-prabhaya namah, Brillante como millones de soles;
41. om ilapataye namah, el señor de Ila, la tierra;
42. om parasmai jiotishe namah, la suprema luz;
43. om yadavendraya namah, el rey de la dinastía Yadu;
44. om yadu-dvahaya namah, el prominente líder de los Yadus;
45. om vanamaline namah, el que lleva una guirnalda de flores del bosque;
46. om pita-vasase namah, el que viste prendas amarillas;
47. om parijatapaharakaya namah, el que robó la flor parijata;
48. om govardhana-chaloddhartre namah, el que sostuvo la colina de Govardhana;
49. om gopalaya namah, el protector de las vacas, Gopala;
50. om sarva-palakaya namah, el protector de todo;
51. om ajaya namah, sin nacimiento;
52. om niranianaia namah, el señor sin mancha;
53. om kama-ianakaia namah, el que incita el deseo de las gopis;
54. om kania-lochanaia namah, el de los ojos de loto;
55. om madhughne namah, el que mató al demonio Madhu;
56. om mathura-nathaia namah, el señor de Mathura;
57. om dvaraka-naiakaia namah, el héroe de Dvaraka;
58. om baline namah, el fuerte;
59. om vrndavananta-sancharine namah, aquel que anda por los suburbios de Vrndavana;
60. om tulasi-dama-bhusanaia namah, el que lleva una guirnalda de tulasi;
61. om siamantaka-maner hartre namah, el que se apropió de la joya Syamantaka;
62. om nara-naraianatmakaia namah, el mismo Nara-Narayana;
63. om kubiakristambara-dharaia namah, el que lleva la pasta de sándalo tomada de Kubja;
64. om mayine namah, el mago, maestro de Maya;
65. om parama-purusaia namah, el varón supremo;
66. om mustikasura-chanura-malla-iuddha-visaradaia namah, Aquel que con mucho dominio peleó con los guerreros Mustika y Chanura;
67. om samsara-vairine namah, el enemigo de la existencia material;
68. om kamsaraie namah, el enemigo de Kamsa;
69. om muraraie namah, el enemigo de Mura;
70. om narakantakaia namah, el que dispensó al demonio Naraka;
71. om anadi-brahmacharine namah, el eterno brahmachari;
72. om krsnaviasana-karsakaia namah, Krisna, quien atrae a uno lejos del apego al vicio;
73. om sisupala-siras-chetre namah, el que partió la cabeza de Zizupala;
74. om duriodhana-kulantakaia namah, el que terminó con la dinastía de Duryodhana;
75. om vidurakrura-varadaia namah, el que bendijo a Vidura y Akrura;
76. om visvarupa-pradarsakaia namah, el que mostró la forma universal;
77. om satia-vace namah, el que habla la verdad;
78. om satia-sankalpaia namah, Aquel cuya determinación es un hecho;
79. om satiabhama-rataia namah, el que está predispuesto hacia Satyabhama;
80. om yaiine namah, el conquistador;
81. om subhadra-purvayaia namah, el que apareció antes de Subhadra;
82. om visnave namah, el señor Visnu;
83. om bhisma-mukti-pradaiakaia namah, el que le dio liberación a Bhisma;
84. om yagad-gurave namah, el preceptor de los mundos;
85. om yagannathaia namah, el señor del universo;
86. om venu-nada-saradaia namah, Experto tocando su flauta;
87. om vrsabhasura-vidhvamsine namah, el que destruyó al demonio Vrishabha Asura;
88. om banasura-karantakaia namah, Aquel que derrotó los brazos de Banasura;
89. om iudhisthira-pratisthatre namah, el que instaló al Rey Yudhisthira;
90. om barhi-varhavatamsakaia namah, Cuya corona es decorada con plumas de pavo real;
91. om parthasarathaie namah, el auriga de Partha (Arjuna);
92. om aviaktaia namah, el inmanifiesto;
93. om gitamrta-mahodadhaie namah, el gran néctar del océano del gita;
94. om kaliia-phani-manikia-raniita-sri-padambuyaia namah, aquel cuyos hermosos pies de loto danzaron sobre las enjoyadas cabezas de la serpiente Kaliya;
95. om damodaraia namah, el que es atado por la cintura;
96. om iagña-bhoktre namah, el disfrutador (de todos) los sacrificios;
97. om danavendra-vinasakaia namah, el destructor de los principales Dánavas (demonios);
98. om naraianaia namah, Narayana (Visnu);
99. om para-brahmane namah, el Parabrahman (el dios supremo);
100. om pannagasana-vahanaia namah, Aquel que monta a (Garuda), el devorador de serpientes;
101. om yala-kridasamasakta-gopi-vastrapaharakaia namah, el que robó la ropa de las gopis, mientras ellas jugaban en el agua;
102. om punia-slokaia namah, de quien sus poéticas descripciones son virtuosas;
103. om tirtha-karaia namah, el creador de los lugares sagrados;
104. om veda-vediaia namah, los Vedas, y lo que es conocido por ellos;
105. om daia-nidhaie namah, depósito de compasión;
106. om sarva-bhutatmakaia namah, el propio creador de todas las entidades vivientes;
107. om sarva-graha-rupine namah, la forma del destino de cada uno;
108. om parat-paraia namah, transcendental incluso a lo trascendental.

### Krisna, ‘el negro’
De acuerdo con la mayoría de los diccionarios estándar, la palabra krishna se traduce como ‘negro’ en sánscrito. Se relaciona con palabras similares en otros idiomas indoeuropeos. A veces se traduce ‘el de piel oscura’. De ahí el nombre Syāma Súndara (‘negro hermoso’) o Navina Nirada (‘nueva nube’, nube muy oscura, cargada de lluvia).
Otras fuentes proponen que krishna no significa exactamente ‘negro’, sino ‘azul oscuro’. Esto puede estar conectado con el hecho de la práctica moderna de representar a las deidades hinduistas con piel azul, en realidad no es exactamente azul oscuro, es del color de una nube del monzón llena de lluvia, muy auspiciosa en India, ya que es la que hace que crezcan las cosechas. Así, en las pinturas, Krisna aparece frecuentemente de color negro o azul. Por ejemplo las murtis (‘formas’, estatuas) y representaciones pictóricas del Señor Yagannatha (Krisna como ‘Señor del universo’) en Puri. En esas representaciones, su hermano y hermana aparecen con un color mucho más claro. Las primeras representaciones pictóricas generalmente lo muestran como negro.
Las pinturas miniaturas rayastaníes (siglo XVI) muestran una figura color marrón o negra. Sin embargo, desde el siglo XIX, aparece casi siempre con piel de color azul.

### Otros significados del nombre
El nombre Krisna también podría significar ‘atractivo’, de karshna (‘arar’, atraer la tierra).
De acuerdo con el Visnú-sajasra-nama (los ‘mil nombres del Omnipenetrante’), Krisna es el nombre número 57 del dios Visnú.
El término krisna también aparece en el nombre del texto Krisna-iáyur-veda (‘conocimiento negro sobre sacrificios’), que es una de las dos partes en que se conoce el Iáyur-veda, siendo la otra parte el Shukla-iáyur-veda (‘conocimiento blanco sobre sacrificios’).

## La leyenda de Krisna

### Nacimiento e infancia
Krishna pertenecía a la tribu de los iadus, de la dinastía lunar. Como su tío Kamsa (‘bronce’) ―primo de Devaki y tirano del reino de Vrisni con sede en la ciudad de Mathura― fue avisado por el sabio Narada Muni de que moriría en manos de un hijo de Devaki con su esposo Vasudeva (un noble de la corte), Kamsa los encarceló. Aunque Devaki y Vasudeva trataron de no tener hijos (para evitar que este muriera), tuvieron uno cada año. Kamsa fue asesinando uno por uno a todos los hijos que nacieron en cautiverio. El séptimo hijo, Balaram, escapó de la muerte al ser transferido desde el útero de Devaki encarcelada al de Rohini (esposa no encarcelada de Vasudeva, que había quedado bajo el cuidado del pastor Nanda y no tenía contacto con Vasudeva desde hacía varios años). Como octavo hijo se encarnó Visnu, en la forma de Krishna. Actualmente ahora existe un templo (Krisna Yanma Bhumi) donde los hinduistas creen que estaba la celda del rey Kamsa. Para sustraerlo de la muerte, su padre lo sacó milagrosamente de la celda y lo llevó hasta Vrindavan (a 10 km), donde lo reemplazó subrepticiamente durante el sueño por una bebé que acababa de alumbrar la esposa de Nanda, Yashoda. Regresó a la celda, donde la hija de Yashoda ―que en realidad era la energía material de Krishna, conocida como Durgá― se dio a conocer ante Kamsa y le advirtió que el hijo que habría de matarle ya había nacido y que él nada podría hacer contra eso ya que los planes de Visnú jamás son frustrados. En la casa donde quedó Krisna, ya había un bebé, que sería su hermano mayor, Balaram. En historias de la adultez de Krisna aparece también una hermana menor, Subhadra, pero no es nombrada en las historias de la juventud de Krishna.
Krishna es llamado Góvinda (‘el que da placer a las vacas’, pastor de vacas).
Es contrastado con su hermano Balaram, quien es agricultor y es llamado Jala-Iudha (‘que pelea con la azada’).
El rey Kamsa, desde pocos meses después de nacer Krishna, empezó a enviar monstruos a matar al bebé ―una historia muy conocida es la del asesinato (en manos de Krisna, de pocos días de vida) de Putana, quien era una giganta enviada por su tío el rey Kamsa para darle de mamar con su pecho envenenado―, y lo continuó haciendo hasta que Krisna, al cumplir 16 años de edad, fue a Mathura con el pretexto de una contienda circense, donde mató a todos los gladiadores que su tiránico tío había puesto contra él y luego mató a este a golpes.
En una ocasión, Krishna bebé se estaba portando tan mal que su madre lo ató a un mortero de madera por el vientre. El bebé se arrastró gateando y arrancó de cuajo dos árboles. Sin embargo, se dejó atar por amor a su madre adoptiva. Por este pasatiempo es conocido como Dámodar (atado con cuerdas por la barriga), el significado de ello es que el Divino sólo se deja atrapar por el amor del devoto.
Una de las historias más populares de India es la del bebé-dios Krishna khir-chor (‘el ladrón de mantequilla’), que le roba (chora) a su madre la mantequilla (khīra) recién hecha. En India todo el mundo conoce los cuentos acerca de su infancia en los bosques de Vrindavan. Uno de los más famosos narra como su madre adoptiva, al hacerle abrir la boca a Krisna para ver si se estaba comiendo barro, vio el universo entero contenido dentro de ella, entre otras historias de sus acciones que llevaron a eventos como el Dahi Handi.

### Radha y Krisna
Krisna pasó su niñez y adolescencia en la región de Vrindavan (a 10 km de Mathura), en medio de pastores y pastoras, una de las cuales, Radha, tuvo amores con él. Krisna es conocido como Gópinath: el amado seductor de las gopīs (particularmente de Radha). Según el Guitá govinda y otros numerosos trabajos, Krisna como adolescente tiene amoríos trascendentales con las gopis (‘pastoras’), que son las adolescentes casadas del pueblo de Vrindavan. Los devotos de Krisna creen que estos pasatiempos lilas (‘diversiones’) divinos son el tema más profundo de su teología. En este sentido Krisna sería el diferente del anterior avatar de Visnú: el Señor Rama, quien estaba casado y fue el ejemplo de la fidelidad a las reglas religiosas y sociales. Rama era la encarnación divina de la verdad y la rectitud, mientras que Krisna es la encarnación divina del gozo y del amor.
Krisna es un adolescente púber eternamente de unos 13 años, por ello foco de devoción (es llamado «el amante», «el completamente atractivo», «el flautista»). Frecuentemente se le representa tocando alguna de sus flautas traveseras, atrayendo y fascinando a las gopis (pastoras) púberes de Vrindávan. La flauta representa la llamada del Divino a las almas, que son personificadas por las gopis o pastoras. La unión de Krisna y Radha, muy celebrada en templos y fiestas de toda India, representa la unión del Divino con el alma. Esta imagen, la unión del amado con la amada, se encuentra en los textos de los místicos de diversas tradiciones espirituales.

### Krisna el príncipe
Krisna se convirtió en el rey de los iadavas (descendientes del rey Iadu) en Mathura. En este período hizo amistad con su primo Aryuna y los demás príncipes Pāndavas del reino de Kuru, al otro lado del río Iamuna. Se casó con Rukmini, hija del rey Bhishmaka de Vidarbha. Varias décadas más tarde, se llevó a sus súbditos a Dwaraka (en la actual Guyarat).
Krisna, junto con Arjuna, fue responsable de incendiar el bosque de Khandava para alimentar a Agni, el dios del fuego.

### La batalla de Kurukshetra
En el Majabhárata, Krisna es primo de los líderes de ambos grupos contendientes: los pandavas y los kurus. Tuvo un papel importante en la lucha por el trono de la ciudad de Jastinápur (fundada por el rey Jastin, de la dinastía lunar) cuando se volvió amigo y aliado de los Pándavas (los cinco hijos de Pandu). Su hermano Balaram, favorecía en cambio a los malvados kurus. Cuando el kuru Dushasana trató de desnudar ante la corte a Draupadi (la esposa de los cinco Pándavas), Krisna la protegió proveyéndola de infinita tela para el vestido sari que la envolvía. Finalmente Krisna se puso en el bando de los Pándavas (donde estaba su mejor amigo, Aryuna). A pesar de ser Dios, accedió a ser el auriga (cochero) de la cuadriga de Aryuna en la gran batalla. Por eso se le conoce como Partha Sárathi (‘auriga del hijo de Prithu’).
Al principio de la batalla, su primo Aryuna no quería pelear contra sus familiares, entonces Krisna le habló el Bhagavad-gītā (una sección del Majabhárata).

### Datación de la batalla
El Matsia-purana indica que Krisna tenía 89 años cuando se produjo la batalla de Kurukshetra.
Según el tratado de astronomía Aria-bhattíia, del matemático Aria Bhatta (476-550), la era duápara iuga terminó y kali iuga comenzó el 18 de febrero del 3102 a. C. a las 14 h 27 min 30 s.
Sin embargo no está decidido si kali iuga comenzó:
- el día en que Duriodana fue tirado al piso por su primo Bhima (hermano de Aryuna), durante la batalla de Kurukshetra[32] Según esta tradición (la más conocida), el año 2000 habría sido el año 5101 de la era kali iugá (la cual ―a diferencia de la era cristiana― comienza con un año 0).
- el día de la muerte de Krisna, 36 años después.[33]

### Los últimos días
Krisna reinó a los iadus en Dwáraka con sus 16 108 esposas (que incluían a Rukmini y SatiáBhama). De estas 16 108 esposas ocho eran sus esposas como príncipe, y 16 100 fueron rescatadas del demonio Narakasura, que las había retenido a la fuerza en su palacio. Tras matar a Narakasura rescató a estas 16 100 mujeres y las liberó, pero todas ellas volvieron con Krisna diciendo que, al haber sido retenidas por Narakasura, ni su familia las aceptaría ni nadie querría casarse con ellas, permaneciendo así abandonadas. Krisna se casó con ellas y las acogió en su nuevo palacio, ofreciéndoles un lugar respetuoso en la sociedad.
Tuvo miles de hijos, entre ellos Pradiumna (quien a su vez tuvo como hijo principal a Aniruddha).
El Visnú-purana menciona que Krisna abandonó Duarka 36 años después de la guerra del Majabhárata.

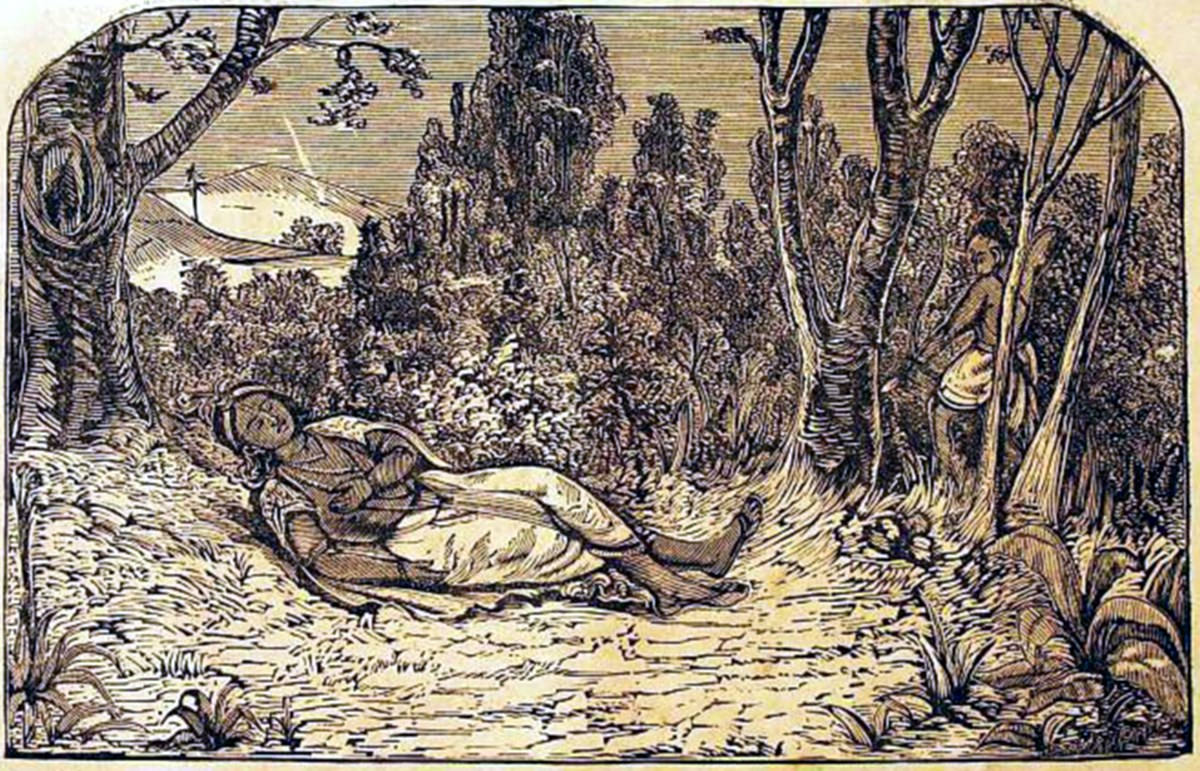
El cazador Yará apunta al pie de Krisna al confundirlo con un venado amarillo. Ilustración de la edición Bardhamán (Bengala) del Majabhárata, impreso en xilografía.

Al final, toda la familia de los iadus se mataron entre ellos, por efecto de una maldición, y Krisna fue muerto accidentalmente por un cazador (que lo confundió con un venado) a orillas del río Hiran en Prabhas Patán, a la edad de 125 años, 7 meses y 6 días. Antes de dejar el cuerpo, Krisna tranquilizó y bendijo al cazador por su acto, y atribuyó su sufrimiento a karmas generados en su manifestación previa como el avatar Rama.

## Datación del culto a Krisna
En el Rig-veda (el texto más antiguo de la India, de mediados del II milenio a. C.), aún no existía ese dios pastor, ni sus sucedáneos como Vasudeva. En esos libros, Visnú ―que es el dios más relacionado con Krisna― es un personaje muy secundario.
La primera mención a Krisna se encuentra en el Majabhárata (texto épicorreligioso del siglo III a. C.) ―que contiene el famoso Bhagavad-guita, que son las enseñanzas de Krisna a su amigo, el guerrero Aryuna―. Después aparece en textos posteriores como el Jari-vamsa (‘el linaje de Jari [Krisna]’) y el Visnu-purana.
Los autores del Majabhárata sugieren que Krisna vivió en una época que parece posterior al período védico (el Rig-veda es el primer texto de la literatura india, de mediados del II milenio a. C.). Los reinos que en el Majabhárata son protagonistas ―como los kurus o los iadus― habían sido reinos secundarios en el Rig-veda. Krisna habla en un tipo de sánscrito clásico (que existió en la India desde el VII a. C.).
Existe la hipótesis de que un número de tradiciones y deidades regionales pueden haberse fusionado en las historias de este dios. (Véase el artículo Historia del krisnaísmo).
La religión de Krisna se desarrolló gradualmente en varios Puranas (escritos posiblemente desde el siglo III a. C.), hasta llegar al Bhagavata-purana (siglo X d. C.) ―que dedica miles de versos en describir su vida y obras― y el poema Guita-govinda (siglo XII d. C.), donde se desarrolla el esoterismo krisnaísta.
El autor del Bhagavata-purana (siglo XI d. C.) consigna por primera vez una fecha de nacimiento de Krisna: la medianoche del rójini naksatra (el octavo día después de la luna nueva del mes de śravana o bhadrapada).

### En inglés
- VedaBase.net Archivado el 30 de octubre de 2019 en Wayback Machine. (hagiografía de Krisna).
- ShikshaPatri.org.uk Archivado el 16 de octubre de 2019 en Wayback Machine. (hagiografía de Krisna).
- HareKrishna.com (el Bhagavad-gītā y el monoteísmo fuerte.
- StephenKnapp.com
- Dvaita.org Archivado el 13 de febrero de 2018 en Wayback Machine. (devoción hacia el dios Krisna).

- Datos: Q42891
- Multimedia: Krishna / Q42891